# Fawzia Koofi

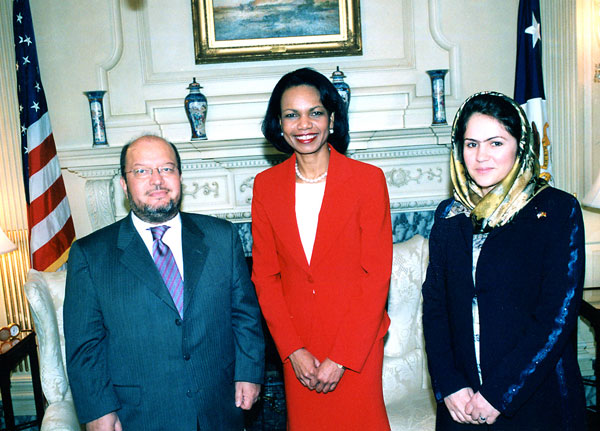
Fawzia Koofi (po prawej) z Condoleezą Rice (w środku) i Sayedem Hamedem Gailanim

Fawzia Koofi (ur. 1975) – afgańska feministka i polityk, członkini lokalnego parlamentu w Badachszanie i wiceprzewodnicząca Zgromadzenia Narodowego.

## Sytuacja rodzinna i edukacja
Jej ojciec, Abdul Rahman, był posłem w afgańskim parlamencie. Matka Koofi, Bibi Jan, była jedną z siedmiu żon Rahmana. Dziadek ze strony ojca był przywódcą plemiennym. Koofi urodziła się jako siódme dziecko matki i dziewiętnaste dziecko ojca w 1975 roku. Ojciec stosował przemoc wobec matki Koofi - m.in. bił ją metalową chochlą do momentu, gdy traciła przytomność. W 1978 roku ojciec Koofi został zastrzelony przez mudżahedinów. Reszta Rodzina Koofi uniknęła śmierci z rąk mudżahedinów uciekając z miejsca zamieszkania do Fajzabadu. Tam, jako pierwsza kobieta w swojej rodzinie, zaczęła uczęszczać do szkoły podstawowej. Wcześniej Rahman zabraniał swoim krewnym edukacji, gdyż uważał, że nie jest ona potrzebna kobietom. Od 11 roku życia Koofi kontynuowała edukację w Kabulu. Jej matka zmarła w 1993 roku. W 1996 roku Koofi rozpoczęła w Kabulu studia medyczne, które musiała jednak wkrótce przerwać ze względu na dyskryminację kobiet w dostępie do edukacji i zawodów wprowadzoną przez talibów. W 1997 roku Koofi poślubiła mężczyznę imieniem Hamid z dystryktu Khawhan, który zmarł na gruźlicę w 2003 roku. Koofi urodziła dwie córki: Szaharzad i Szuhro.

## Działalność społeczno-polityczna
Fawzia Koofi rozpoczęła karierę polityczną w 2001 roku po upadku talibów, promując prawo do edukacji kobiet w kampanii „Z powrotem do szkoły”.
W wyborach parlamentarnych w 2005 roku została wybrana do Zgromadzenia Narodowego z dystryktu Badachszan (położonego w północnej części kraju niedaleko Chin i Tadżykistanu) i została jego wiceprzewodniczącą. Jest pierwszą kobietą na tym stanowisku w historii Afganistanu. Została ponownie wybrana do parlamentu w wyborach 2010 roku. Uniknęła śmierci w próbie zamachu na jej życie podjętej 8 marca 2010 roku w okolicy miasta Tora Bora. Zamierza startować w nadchodzących wyborach prezydenckich w 2014 roku.
Jej priorytetem jest obrona praw kobiet w Afganistanie. Najbardziej kluczowe inicjatywy na rzecz praw kobiet, które podjęła jako członkini parlamentu to: poprawa warunków w jakich kobiety odsiadują karę więzienia, ustanowienie komisji do walki z przemocą (zwłaszcza seksualną) wobec dzieci, poprawka do prawa statusu osobistego shia, dyskryminującego i opresyjnego wobec kobiet. Koofi promuje również edukację dla kobiet i dziewcząt poprzez zaangażowanie na rzecz ich dostępu do dobrych szkół i stworzenie możliwości nieformalnej edukacji w prowincji Badakhshan. W 2009 roku Koofi została uznana Młodą Światową Liderką przez Światowe Forum Ekonomiczne. Znalazła się w gronie 150 Nieustraszonych Kobiet magazynu The Daily Beast.

## Publikacje
- Fawzia Koofi: Listy do moich córek. Między terrorem a nadzieją. Carta Blanca, 2011. ISBN 978-83-7705-143-6. (pol.). Brak numerów stron w książce